# STS-50
STS-50 var den fyrtioåttonde flygningen i det amerikanska rymdfärjeprogrammet, den tolfte flygningen med rymdfärjan Columbia. Den sköts upp från Pad 39A vid Kennedy Space Center i Florida den 25 juni 1992. Efter nästan fjorton dagar i omloppsbana runt jorden återinträdde rymdfärjan i jordens atmosfär och landade vid Kennedy Space Center.